# Lew Rudniew
Lew Władimirowicz Rudniew (ros. Лев Владимирович Руднев; ur. 1 marca?/13 marca 1885 w Nowogrodzie, zm. 19 listopada 1956 w Moskwie) – radziecki architekt, przedstawiciel realizmu socjalistycznego (socrealizmu).

## Życiorys
Lew Rudniew ukończył Akademię Sztuk Pięknych w Petersburgu. Był członkiem Wszechzwiązkowej Akademii Architektury, twórcą wielu projektów, zwłaszcza w Moskwie (gmach Uniwersytetu Moskiewskiego) i Leningradzie. Także projektował w podobnym stylu monumentalny Pałac Nauki w Rydze.
W latach 1952–1955 według projektu Rudniewa wzniesiono Pałac Kultury i Nauki w Warszawie. Jego imię nosi jedna z sal tego pałacu, na 4. kondygnacji. W 1955 został odznaczony PRL-owskim Krzyżem Komandorskim Orderu Odrodzenia Polski.

## Wybrane projekty Rudniewa

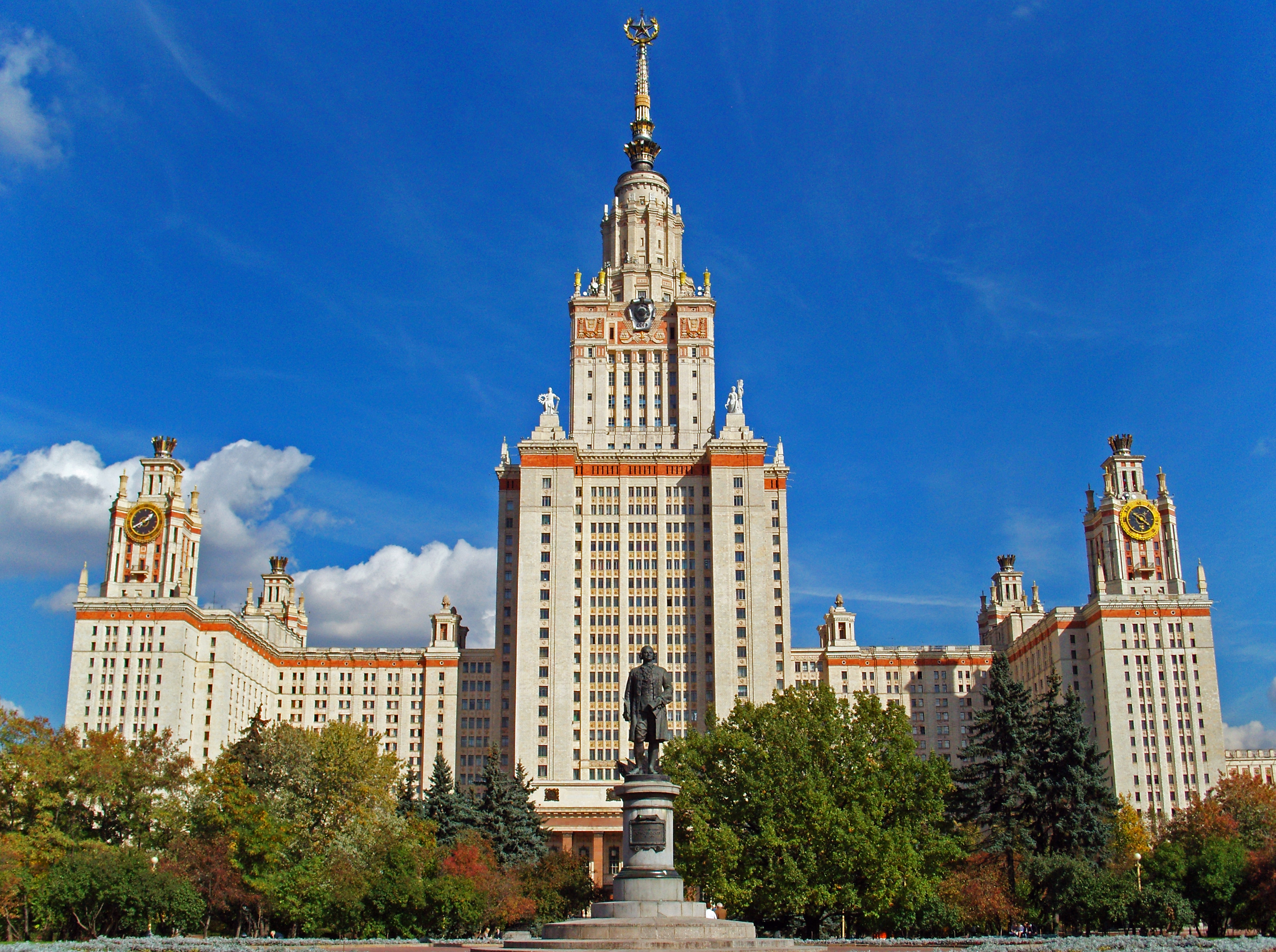
Uniwersytet Moskiewski, 1949–1953
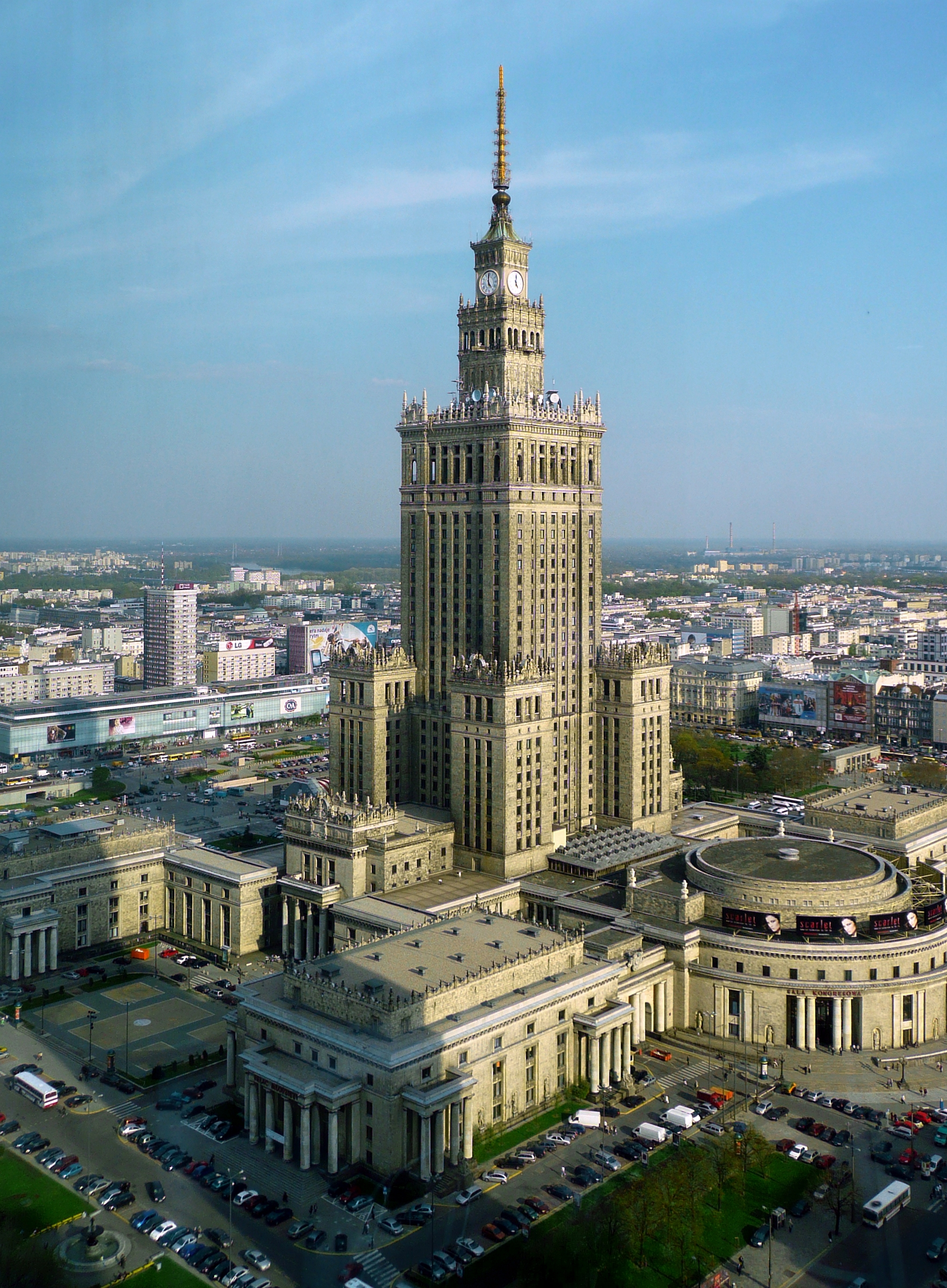
Pałac Kultury i Nauki, 1952–1955